# Madayade

Coperta MADAYADE

"Madayade" (Încă mai e timp) este al 18-lea single al trupei Berryz Kobo. A fost lansat pe 5 noiembrie 2008, iar DVD-ul Single V pe 19 noiembrie 2008.

## Track List

### CD
1. MADAYADE 
2. Furare Pattern ( フラれパターン - Tipologia de-a fi părăsit) 
3. MADAYADE (Instrumental) 

### Ediția limitată
Making Eizou 1 ( メイキング映像1 ) - Making of 1 

### Single V
1. MADAYADE 
2. MADAYADE (Dance Shot Ver.)
3. Making Eizou 2 ( メイキング映像2 ) - Making of 2 

### Event V
1. MADAYADE (Close-up Ver.) 
2. MADAYADE (OL Ver.)
3. MADAYADE (Shimizu Saki Ver.) 
4. MADAYADE (Tsugunaga Momoko Ver.) 
5. MADAYADE (Tokunaga Chinami Ver.)
6. MADAYADE (Sudou Maasa Ver.) 
7. MADAYADE (Natsuyaki Miyabi Ver.) 
8. MADAYADE (Kumai Yurina Ver.) 
8. MADAYADE (Sugaya Risako Ver.)

## Credite
1. MADAYADE 
- Versuri și compoziție: Tsunku (つんく)
- Aranjare: Hirata Shouichirou (平田祥一郎)

2. Furare Pattern (フラれパターン) 
- Versuri și compoziție: Tsunku (つんく)
- Aranjare: Yamazaki Jun (山崎淳)

## Prestații TV
- 13.11.2008 - MUSIC JAPAN